# Downtown (sång)
Downtown är en sång från 1964 skriven och producerad av Tony Hatch framförd av Petula Clark. Tony Hatch har berättat att han inspirerades att skriva låten efter att hösten 1964 promenerat runt olika gator i New York vid Times Square och Broadway, just som neonskyltarna började tändas. Jimmy Page som vid denna tid arbetade som studiomusiker medverkar med gitarr på låten.
Med inspelningen blev Petula Clark den första kvinnliga brittiska artisten att nå förstaplatsen på amerikanska singellistan Billboard Hot 100 under rockeran, och singeln kom att sälja guld i USA. Den tilldelades en Grammy i kategorin "bästa rock'n'roll-inspelning".
Låten har en prominent plats i filmen Stulna år från 1999.

## Listplaceringar
| Lista (1964-1965) | Topplacering          |
| ----------------- | --------------------- |
| Finland           | 2                     |
| Irland            | 2                     |
| Kanada            | 1 (RPM)               |
| Nederländerna     | 4                     |
| Norge             | 8                     |
| Nya Zeeland       | 1 (Lever Hit Parade)  |
| Schweiz           | 3                     |
| Storbritannien    | 2                     |
| Sverige           | 13 (Kvällstoppen)     |
| Sverige           | 7 (Tio i topp)        |
| USA               | 1 (Billboard Hot 100) |
| Västtyskland      | 1                     |

### Fotnoter
1. ↑  https://www.theguardian.com/music/2016/oct/11/petula-clark-tony-hatch-how-we-made-downtown
2. ↑  https://www.jimmypage.com/discography/sessions
3. ↑  https://www.riaa.com/gold-platinum/?tab_active=default-award&ar=Petula+Clark&ti=Downtown#search_section
4. ↑  https://www.grammy.com/grammys/artists/petula-clark/1583
5. ↑  ”Listplacering”. http://suomenlistalevyt.blogspot.com/2015/08/chu-coa.html. Läst 31 mars 2021.
6. ↑  ”Listplacering”. http://irishcharts.ie/search/placement?page=1&search_type=title&placement=Downtown. Läst 31 mars 2021.
7. ↑  ”Listplacering”. https://www.bac-lac.gc.ca/eng/discover/films-videos-sound-recordings/rpm/Pages/image.aspx?Image=nlc008388.5606&URLjpg=http%3a%2f%2fwww.collectionscanada.gc.ca%2fobj%2f028020%2ff4%2fnlc008388.5606.gif&Ecopy=nlc008388.5606. Läst 17 oktober 2021.
8. ↑  ”Listplacering”. http://dutchcharts.nl/showitem.asp?interpret=Petula+Clark&titel=Downtown&cat=s. Läst 3 juni 2011.
9. ↑  ”Listplacering”. http://norwegiancharts.com/showitem.asp?interpret=Petula+Clark&titel=Downtown&cat=s. Läst 3 juni 2011.
10. ↑  ”Listplacering”. Arkiverad från originalet den 17 oktober 2021. https://web.archive.org/web/20211017124054/http://www.flavourofnz.co.nz/index.php?qpageID=search%20lever&qartistid=140#n_view_location. Läst 17 oktober 2021.
11. ↑  ”Listplacering”. http://austriancharts.at/showitem.asp?interpret=Petula+Clark&titel=Downtown&cat=s. Läst 3 juni 2011.
12. ↑  ”Listplacering”. Arkiverad från originalet den 25 maj 2012. https://archive.is/20120525153420/http://www.chartstats.com/release.php?release=3662. Läst 3 juni 2011.
13. ↑  Hallberg, Eric (1993). Kvällstoppen i P3 (1:a uppl.). ISBN 91-630-2140-4
14. ↑  Hallberg, Eric (1998). Tio i topp - med de utslagna på försök 1961-74 (1:a uppl.). ISBN 91-972712-5-X
15. ↑  ”Listplacering”. http://www.billboard.com/#/song/petula-clark/downtown/2709469. Läst 3 juni 2011.
16. ↑  ”Listplacering”. https://www.offiziellecharts.de/titel-details-7649. Läst 24 oktober 2020.